# Сухма

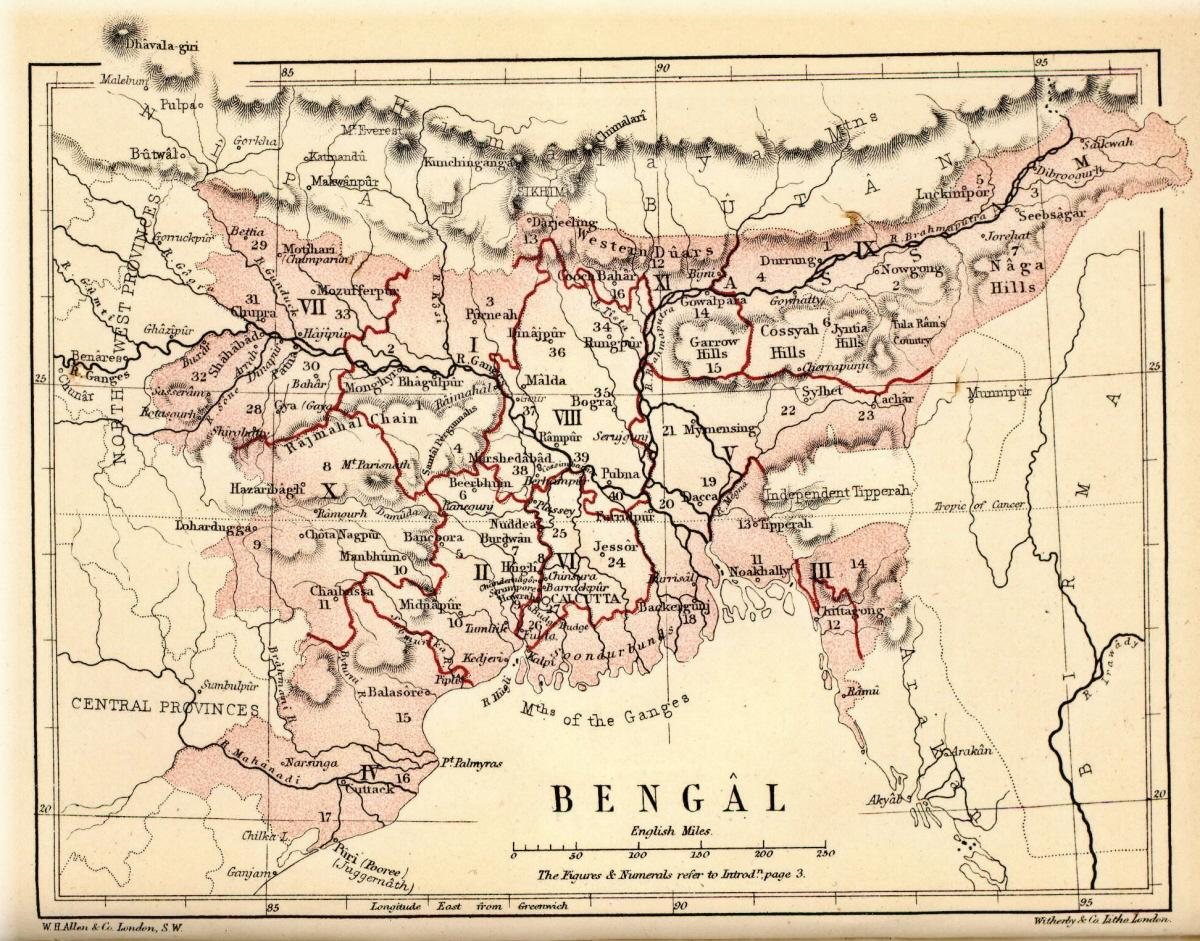
Сухма на карте

Сухма (бенг. সুহ্ম রাজ্য) — царство древней Индии, существовавшее в районе современной Бенгалии. В данный момент его территория входит в состав Индии и Бангладеш. Это царство упоминается в эпосе «Махабхарата» вместе с соседним королевством Пундра.

## История
Основатели пяти восточных царств Сухма, Анга, Ванга, Калинга и Пундра имели общую родословную. Они происходили от царя Бали (Вали) из царства Магадха, который вёл свой род от самого Гаутамы Шакьямуни (Будды).